# 平桥站
平桥站（原名信阳东站，2012年京广高速铁路信阳东站命名后改为现名）位于河南省信阳市平桥区大柏树乡刘洼村，建于2003年10月18日。距西安站627公里，距南京站594公里。现为五等站。只办理邻线避车、列车会让业务。
1. 1 2  中国铁路武汉局集团有限公司年鉴编纂委员会 (编). . 武汉. 2021 （中文（中国大陆））.